# Mehkar
Mehkar es una ciudad y  municipio situada en el distrito de Buldana en el estado de Maharashtra (India). Su población es de 45248 habitantes (2011). Se encuentra a orillas del río Painganga.

## Demografía
Según el censo de 2011 la población de Mehkar era de 45248 habitantes, de los cuales 23274 eran hombres y 21974 eran mujeres. Mehkar tiene una tasa media de alfabetización del 86,43%, superior a la media estatal del 82,34%: la alfabetización masculina es del 92,59%, y la alfabetización femenina del 79,98%.